# Frankie Manning
Frankie Manning, född 26 maj 1914 i Jacksonville, Florida, död 27 april 2009, var en amerikansk dansare, instruktör och koreograf. Manning räknas som en av de främsta inom dansen Lindy Hop genom tiderna och var även med och grundade dansen under 1930-talet, på Harlems Savoy Ballroom. Från 1935-1942 var han en tongivande medlem av det legendariska danssällskapet Whitey's Lindy Hoppers. Manning undervisade i Lindy Hop runt om i världen ända till strax före sin bortgång 2009. Bland annat kom han till Sverige och undervisade vid danslägret i Herräng (Herräng Dance Camp) från 1989-2008.

## Frankie 95
Före bortgången i april 2009 hade Manning planerat att fira sin 95-årsdag i New York med en speciell Lindy Hop-dansgala, över Memorial Day weekend. Eventet, även kallat Frankie Fest or Frankie 95 gick av stapeln utan Manning, men samlade ändå dansare och instruktörer från hela världen. Före eventet postades drygt 160 videor på youtube, där lokala dansare från olika världen gjorde Shim Sham (en swingdans i linje som associeras med Manning) till hans ära.

## Biografin
Biografin Frankie Manning: Ambassador of Lindy Hop, skriven tillsammans med Cynthia R. Millman, publicerades 2007 av Temple University Press. Den innehåller berättelser om åren på Savoy, Manning i dansgruppen Whitey's Lindy Hoppers, hans erfarenheter från Andra Världskriget, dansgruppen the Congaroos samt hur Manning ser på Lindy Hopens stora tillväxt från 1980-talet och framåt.

## Filmografi
- Radio City Revels (1938)
- Keep Punching (1939)
- Galopperande flugan (1941)
- Hot Chocolates (1941)
- Jittering Jitterbugs (1943)
- Killer Diller (1948)
- Malcolm X (1992) - Manning koreograferar
- Stompin' at the Savoy (1992) - Manning koreograferar
- Jazz: A Film by Ken Burns (2000)
- Frankie Manning: Never Stop Swinging (2009)